# جان دادلی
جان دادلی (انگلیسی: John Dudley, 1st Duke of Northumberland) دوک نورث‌آمبرلند و پدر شوهر لیدی جین گری بود. پس از مرگ ادوارد ششم وی می‌خواست جین را ملکه کند لذا مرگ ادوارد ششم برای چند روز پنهان نگه‌داشته شد تا مقدمات سلطنت جین فراهم شود؛ اما نقشه وی به سرعت برملا شد و نهایتاً ماری به حکومت رسید و پسر و عروس وی گردن زده شدند.